# Rosellinula frustulosae
Rosellinula frustulosae är en lavart som först beskrevs av Vouaux, och fick sitt nu gällande namn av R. Sant. 1988. Rosellinula frustulosae ingår i släktet Rosellinula, klassen Dothideomycetes, divisionen sporsäcksvampar och riket svampar.   Inga underarter finns listade i Catalogue of Life.